# Ponte Vedra Beach
Ponte Vedra Beach ist ein Gemeindefreies Gebiet (unincorporated area) des St. Johns County im US-Bundesstaat Florida. Das U.S. Census Bureau hat bei der Volkszählung 2020 eine Einwohnerzahl von 34.513 ermittelt.

## Geographie
Jacksonville befindet sich 30 Kilometer entfernt im Nordwesten, St. Augustine 40 Kilometer entfernt im Süden. Der Florida State Road A1A durchquert den Ort. Die Sandstrände von Ponte Vedra Beach sind direkt am Atlantischen Ozean im Osten gelegen.

## Geschichte
Im Jahre 1914 wurden die Minerale Titaneisenerz, Zirkon und Rutil im Sandstrand gefunden und der Ort Mineral City genannt. Diese Stoffe hatten im Ersten Weltkrieg eine strategische Bedeutung. Nach Ende des Krieges ging der Bedarf an diesen Mineralen wieder zurück und der Ort entwickelte sich aufgrund der klimatisch günstigen Lage mehr und mehr zu einem Touristenzentrum und Altersruhesitz und nannte sich in Anlehnung an die spanische Stadt Pontevedra nun Ponte Vedra beziehungsweise Ponte Vedra Beach.

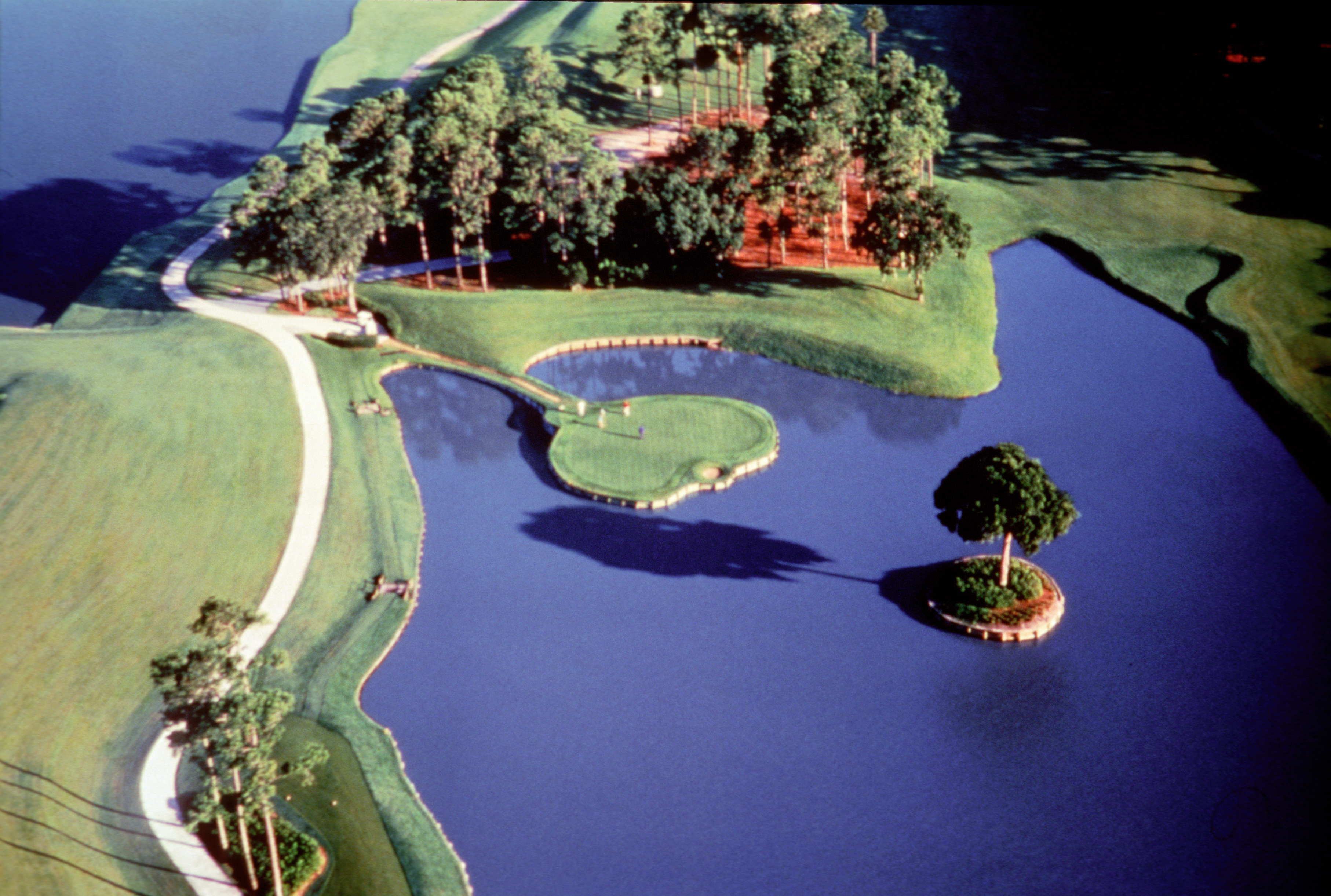
17. Loch der TPC Sawgrass-Golfanlage

Seit 1982 findet in jedem Jahr im Mai auf der Golfanlage Tournament Players Club at Sawgrass (TPC at Sawgrass) in Ponte Vedra Beach das weltweit finanziell höchstdotierte Golfturnier statt, die Players Championship (The Players Championship). Das rundum von Wasser umgebene Grün des 17. Lochs auf dieser Golfanlage gilt als eines der schwierigsten und spektakulärsten Löcher im Golf überhaupt.
Heute ist Ponte Vedra Beach einer der exklusivsten Ruhesitze der USA und mit einer Vielzahl an Golf- und Tennisanlagen auch für Aktive dieser Sportarten außerordentlich attraktiv.

## Demografische Daten
Im Jahre 2007 ergab sich eine Bevölkerungszahl von 37.124 Personen. Das Durchschnittsalter der Einwohner betrug zu diesem Zeitpunkt 48,0 Jahre und lag damit deutlich über dem Wert des Staates Florida, der 38,7 Jahre betrug.